# Resolució 2015 del Consell de Seguretat de les Nacions Unides
La Resolució 2015 del Consell de Seguretat de les Nacions Unides fou adoptada per unanimitat el 24 d'octubre de 2011. El Consell decideix renovar les mesures de persecució judicial contra la pirateria i el robatori a mà armada a la costa de Somàlia. El Ministeri d'Afers Exteriors rus, des de la seva pàgina web, va encomanar la tasca de l'ONU en l'establiment de tribunals especials per jutjar els pirates a Tanzània i les Seychelles, en consulta amb les oficines de l'ONU contra la Droga i el Delicte i el Programa de Desenvolupament de les Nacions Unides amb Somàlia. El Secretari General de les Nacions Unides, en un termini de 90 dies, havia de proposar qüestions relatives a l'establiment d'aquests tribunals.